# Cobalt(II) fluoride
Cobalt(II) fluoride là một hợp chất hóa học có công thức CoF2. Nó là một hợp chất rắn kết tinh màu hồng phản sắt từ ở nhiệt độ thấp (TN = 37,7 K). Công thức này áp dụng được cho cả tinh thể bốn phương đỏ, CoF2 và tetrahydrat tinh thể trực giao đỏ, CoF2·4H2O. CoF2 được sử dụng trong các lĩnh vực nhạy cảm oxy, cụ thể là sản xuất kim loại. Ở nồng độ thấp, nó có sử dụng cho sức khoẻ cộng đồng. CoF2 ít hòa tan trong nước. Hợp chất có thể được hòa tan trong acid nóng và sẽ phân hủy trong nước sôi. Tuy vậy, hydrat hòa tan trong nước, đặc biệt là các dạng của hợp chất dihydrat CoF2·2H2O và trihydrat CoF2·3H2O. Hydrat cũng sẽ phân hủy khi nung.

## Điều chế
Cobalt(II) fluoride có thể được điều chế từ cobalt(II) chloride khan hoặc cobalt(II) oxide trong một dòng hydro fluoride:
CoCl2 + 2HF → CoF2 + 2HCl
CoO + 2HF → CoF2 + H2O
Nó được sản xuất trong phản ứng của cobalt(III) fluoride với nước.
Dạng tetrahydrat của cobalt(II) fluoride được hình thành bằng cách hòa tan cobalt(II) trong acid hydrofluoric. Các fluoride khan có thể được chiết xuất từ dạng này bằng cách mất nước. Sự tổng hợp khác có thể xảy ra ở nhiệt độ cao hơn. Ở 500 ℃ flo sẽ phản ứng với cobalt tạo ra một hỗn hợp CoF2 và CoF3.

## Ứng dụng
Cobalt(II) fluoride có thể được sử dụng làm chất xúc tác cho kim loại hợp kim. Nó cũng được sử dụng để lắng đọng quang học, trong đó nó cải thiện đáng kể chất lượng quang học. Cobalt(II) fluoride có hầu hết khối lượng trong một thành phần độ tinh khiết cực kỳ cao. Thành phần độ tinh khiết cao cải thiện chất lượng quang học và tính hữu ích của nó như là một tiêu chuẩn. Hợp chất có thể được sử dụng trong chăm sóc nha khoa, vì fluoride cũng được sử dụng trong chăm sóc nha khoa.

## Phân tích
Để phân tích hợp chất này, cobalt(II) fluoride có thể được hòa tan trong acid nitric. Dung dịch này sau đó pha loãng với nước cho đến khi nồng độ thích hợp cho phép đo quang phổ AA hoặc ICP cho cobalt. Một lượng nhỏ muối có thể được hòa tan trong nước lạnh và phân tích cho ion fluoride bằng điện cực lựa chọn ion fluoride hoặc sắc ký ion.

## Tính chất hóa học
CoF2 là một acid Lewis yếu. Các phức hợp cobalt(II) thường là hình bát diện hoặc tứ diện. Nó là một chất khử tốt, có khả năng oxy hóa khá cao. CoF2 có thể được khử bằng hydro ở 300 °C (572 °F; 573 K).

## Hợp chất khác
CoF2 còn tạo một số hợp chất với NH3, như:
- 2CoF2·NH3·2H2O – chất rắn hồng;
- CoF2·NH3·H2O – tương tự muối hemiamin ở trên;[5]
- CoF2·3NH3 – chất rắn màu nâu hồng;[6]
- CoF2·4NH3 – chất rắn màu đỏ[7];
- CoF2·5NH3·H2O – tinh thể màu hồng[8];
- CoF2·6NH3 – chất rắn màu nâu (khối lượng riêng ở 25 °C (77 °F; 298 K) là 1,774 g/cm³).[6]

CoF2 còn tạo một số hợp chất với N2H4, như CoF2·2N2H4·2H2O là chất rắn màu cam nhạt, có tính nổ, nóng chảy ở 200 °C (392 °F; 473 K). Ở mức N2H4 hóa thấp hơn, có CoF2·1,5N2H4·H2O là tinh thể màu hồng.